# Саканоуе но Коренорі
Саканоуе но Коренорі (*坂上是則, д/н —930) — середньовічний японський поет періоду Хейнан. Один з «36 видатних поетів Японії» (Тридцять шість безсмертних поетів).

## Життєпис
Походив зі знатного роду Саканоуе. Син Саканоуе но Йосікаґе, голови управління Правих імператорських стаєнь. Народився десь наприкінці 870-х або напочатку 880-х років. 908 року стає молодшим, потім сташим секретарем кокусай (провінційного уряду) Ямато.
912 року отримує посаду в управлінні креслярів Центрального міністерства. 915 року стає заступником цього управління. 917 року призначено помічником головного кресляра і редактора Центрального міністерства.
921 році отримує посаду головного кресляра і редактора Центрального міністерства. 924 року надно молодший п'ятий ранг. Того ж року призначено заступником (суке) губернатора провінції Каґа. Помер у серпні 930 року.

## Творчість
Складав вірші у стилі вака. Вважається, що по поетичній манері він близький Кі-но Цураюкі. За володарювання імператорі Уди брав участь у багатьох проведених в палаці поетичних змаганнях разом з Кі-но Цураюкі, Осікоті но Міцуне, Мібу но Тадаміне. Його вірші входять у всі провідні антології — «Кокін вака-сю», «Хякунін іс-сю» (вірш № 31). Збереглася також його власна збірка «Коренорі-сю». Танка Коренорі використано в рмоані «Ґендзі моноґатарі».
Також був відомий як визначний гравець в кемарі (потрібно набивати ногою м'яча). Особиво знаковою була гра 905 року в імператорському дворі, коли він та його партнери по грі били м'яча 206 разів без перерви. За це отримав схвальний відгук від імператора Дайґо.